# Nils Flensburg
Nils Olof Mathias Flensburg, född den 22 april 1855 i Lund, död där den 7 april 1926, var en svensk språkforskare, professor, skald och vältalare. Han var son till Wilhelm Flensburg, bror till Carl Flensburg och svåger till Bengt J:son Bergqvist. 

## Biografi
Biskopssonen Flensburg växte upp i Lund, en stad han skulle förbli trogen hela sitt liv. Han blev filosofie kandidat 1880, filosofie licentiat 1886 samt disputerade 1888 för filosofie doktorsgrad och fick samma år en docentur i sanskrit med jämförande indoeuropeisk språkforskning. År 1898 blev han professor i samma ämne.
Flensburgs främsta insatser gjordes dock inte inom de akademiska vetenskaperna, där det är omvittnat att han efter sin professorsutnämning knappast producerade något av större vetenskapligt värde. I stället ägnade han sin energi åt engagemang i många ideella föreningar och sällskap samt åt att uppträda som sin tids mest framträdande lundensiske högtidstalare och amatörpoet. Få var de officiella festligheter i staden som inte förgylldes av ett festtal eller en sång av Flensburgs penna. Numera kan hans alster framstå som föråldrade gränsande till pekoral, men i samtiden var de högt uppskattade. Flensburgs äldre professorskollega Fredrik Wulff skrev till exempel att hans "kantater, griftekväden och sånger äro ur alla synpunkter högklassiga konstvärk: han är aldrig tom, aldrig osann, aldrig skruvad; och aldrig pjunkig eller tillgjord". Många av Flensburgs poetiska alster tonsattes också av studentsångaranföraren Alfred Berg.
Bland Flensburgs förtroendeuppdrag kan nämnas att han var ordförande för Lunds Studentkår 1887–1888, kurator i såväl den Skånska nationen som, efter dess delning 1889, i Lunds nation. I den senare var han 1909-20 inspektor och blev 1904 hedersledamot. Parallellt var han 1912-18 ordförande för Akademiska Föreningen (AF). Att Flensburg trivdes med studenterna och gärna satt och "suddade" med dem till långt in på nätterna är omvittnat, och grundaren av AFs Arkiv & Studentmuseum, Ture "Tusse" Sjögren, berättar i sina minnen från 1910-talet att när ordföranden "kom igång med historieberättandet flöt kvällens timmar fort."
Också i sällskapslivet utanför studentvärlden hade Flensburg ett flertal höga poster. Han var ålderman i Sankt Knuts Gille i Lund 1906–1926 och en högt uppsatt frimurare, vilket inte hindrade honom från att i hela 35 år – från 1887 till 1922 – även vara stormästare i det frimurarparodiska Sällskapet CC. I dessa samfund fick han rikliga tillfällen att odla sin tale- och skaldekonst. I Knutsgillet förrättade han till exempel årligen de omfattande parentationerna över avlidna medlemmar, och från CC har en av hans efterträdare som stormästare, Pelle Holm, berättat hur Flensburg en gång "höll tretton tal på en och samma kväll [...], utan att enda gång tala om sig själv".
Flensburg blev riddare av Nordstjärneorden 1908 och av Carl XIII:s orden 1911 samt kommendör av andra klassen av Vasaorden 1920.
Sedan 1903 var Flensburg gift med Petra Annette Vogt från Norge.

## Eftermäle
Språkmannen Ebbe Tuneld skriver att Flensburgs vetenskapliga produktion visar prov på skarpsinne och lärdom, men att den varken är omfattande eller originell. "Den väsentliga orsaken ligger i öppen dag: Nils Flensburg var en begåvning, men framför allt en receptiv begåvning, icke en produktiv." Relevant i sammanhanget är också att tidens språkvetenskap dominerades av den unggrammatiska skolan som ställde krav på strikt formalism och naturvetenskaplig metod. Filologen och humanisten Flensburg var en skönande med ett djupt litterärt och kulturhistoriskt engagemang, och hans talanger kom inte till sin fulla rätt i denna akademiska miljö.
Författaren Alfred Fjelner skrev i ett eftermäle om Flensburg att han "var en människa, som i sällspord grad besatt gåvan att göra sig nuet underdånigt, att vara glad åt det vackra och ljusa och dela med sig av sin glädje åt andra. Han var en bland de avundsvärda."